# Petalura hesperia
Petalura hesperia – gatunek ważki z rodziny Petaluridae.